# 吉川奈央
吉川 奈央（よしかわ なお、1995年10月2日 - ）は、奈良テレビ放送（TVN）のアナウンサー。奈良県斑鳩町出身。アイシングクッキー認定講師の資格を保有している。

## 来歴
奈良県立法隆寺国際高等学校2年の時に奈良テレビ放送の夏の高校野球奈良大会でスタンドリポーターを担当。
大阪芸術大学芸術学部放送学科アナウンスコースを卒業。
大学時代は斑鳩町のキャンペーンレディとして、町のイベントなどに出演。
2018年4月に、奈良テレビ放送へ入社。ディレクターなどを担当し、2019年4月からアナウンサー業務を担当。2024年7月現在は営業職を兼務している。

## 現在の担当番組
- ゆうドキッ!（2022年 - ）※木曜日メインキャスター担当
- 千客万来!ならCoCo